# Gonzalo Fonseca

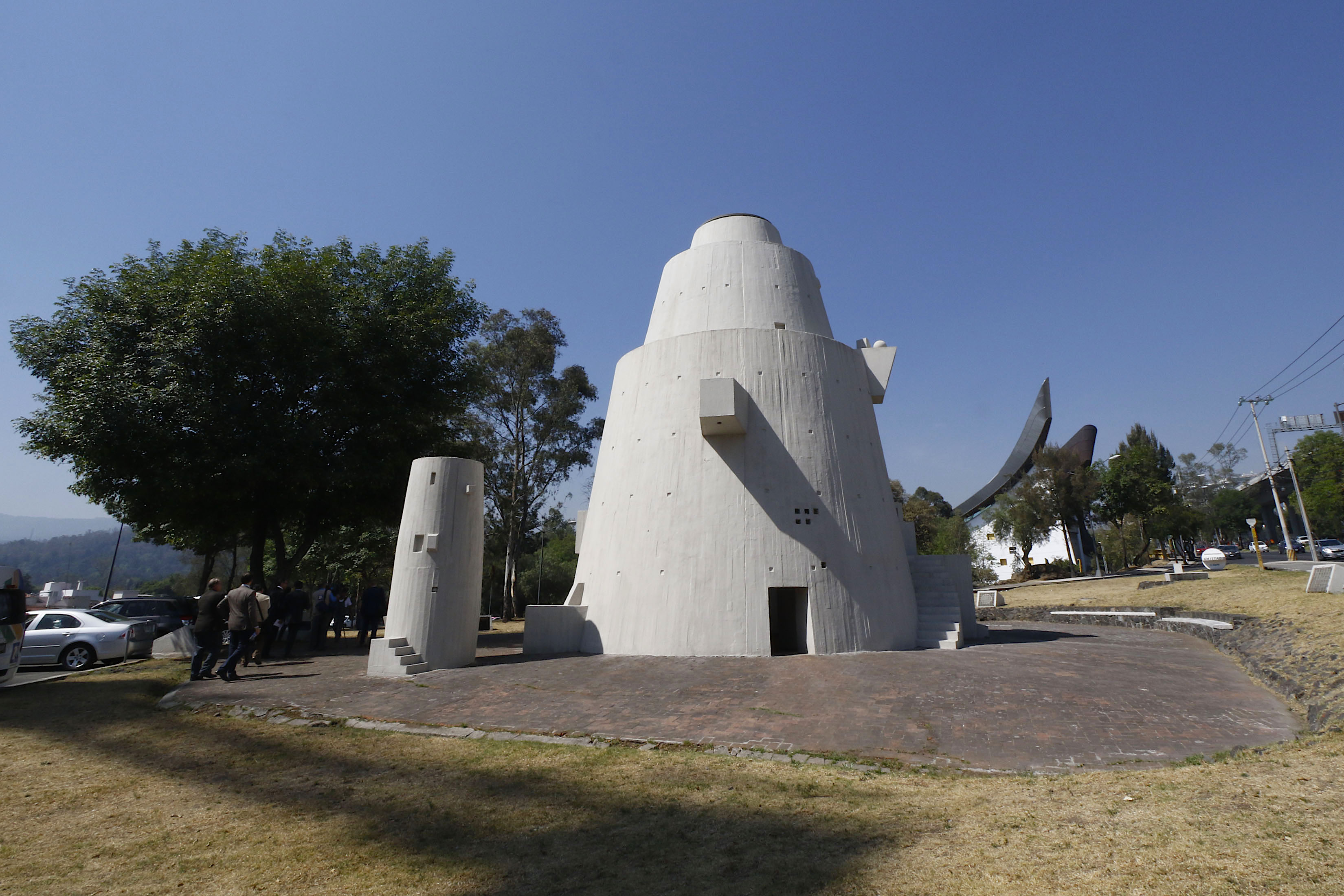
La Torre de los Vientos, 1968, en la Ciudad de México.

Gonzalo Fonseca (Montevideo, Uruguay; 2 de julio de 1922 - Seravezza, Toscana, Italia; 11 de junio de 1997) fue un pintor y escultor uruguayo.

## Biografía
Hijo del escritor e ingeniero Rodolfo Fonseca, estudió arquitectura y fue discípulo del maestro Joaquín Torres García entre 1942 y 1949. Viajó por Argentina, Perú, y Bolivia en 1945, explorando las culturas precolombinas; vivió en París hasta 1952, y en 1956 se casó en Nueva York con Elizabeth Kaplan, con quien tuvo cuatro hijos: los pintores Caio Fonseca, Bruno Fonseca (1958-1994), la novelista Isabel Fonseca Amis y la diseñadora Quina Fonseca Marvel.
Después de ganar la beca Simon Guggenheim, comenzó a dividir su tiempo entre Nueva York y Pietrasanta (cerca de Carrara, Italia) donde trabajó en grandes piezas de mármol del lugar. Viajó a India en 1975 y extensivamente por el Medio Oriente. Representó a Uruguay en la Bienal de Venecia en 1990.
Expuso en el Jewish Museum de Manhattan, Museo de Bellas Artes de Caracas, Galleria Naviglio de Milán, el MOMA en 1993, Bronx Museum y la galería Arnold Hestand de Nueva York.
Su obra figura en las colecciones permanentes del Brooklyn Museum of Art, Portland Art Museum, Universidad de Texas y el Guggenheim Museum, entre otros.

## Exhibiciones individuales principales
- 2008 Gonzalo Fonseca Sobre los muros. Museo Nacional de Artes Visuales.[3] Montevideo, Uruguay.
- 2003 Gonzalo Fonseca, IVAM, Valencia, España.
- 1999 Gonzalo Fonseca, Fundación César Manrique, Lanzarote, España.

En vida:
- 1994 Mundos de Gonzalo Fonseca, Museo de Bellas Artes, Caracas, Venezuela.
- 1991 Gonzalo Fonseca: Sabbakhin Sculpture, Arnold Herstand, Nueva York.
- 1990 Venice Biennale, representing Uruguay, Italia.
- 1989 Fonseca, Sculpture & Drawings, The Arts Club of Chicago, Illinois.
- 1988 Gonzalo Fonseca: Sculpture & Drawings, Arnold Herstand, Nueva York.
- 1986 Gonzalo Fonseca: Sculpture, Arnold Herstand, Nueva York.
- 1978 Fonseca, Fiera di Bologna, Italia
- 1977 Sculturi di Gonzalo Fonseca, Galería del Naviglio, Milán.
- 1976 Gonzalo Fonseca, Galería Adler/ Castillo, Caracas, Venezuela.
- 1974 Gonzalo Fonseca, Galería Conkright, Caracas, Venezuela.
- 1970 Gonzalo Fonseca, Recent Works, The Jewish Museum, Nueva York.
- 1962 Gonzalo Fonseca, Selected works:, The Portland Museum, Oregón.
- 1953 Gonzalo Fonseca, Cerámica, Gallery San Marco, Roma.
- 1952 Gonzalo Fonseca Paintings, Studio Claudio Matinenghi, Roma.